# Cabarroguis

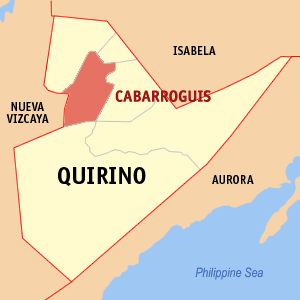
Bản đồ Quirino với vị trí của Cabarroguis

Cabarroguis là một đô thị hạng 4 ở tỉnh Quirino, Philippines. Đây là thủ phủ của Quirino. Theo điều tra dân số năm 2000, đô thị này có dân số 25.832 người trong 5.336 hộ.

## Barangay
Cabarroguis được chia thành 17 barangay.
| - Banuar - Burgos - Calaocan - Del Pilar - Dibibi - Eden - Gundaway (Pob.) - Mangandingay (Pob.) - San Marcos | - Villamor - Zamora - Villarose - Villa Peña (Capellangan) - Dingasan - Tucod - Gomez - Santo Domingo |